# Tomb of the Mutilated

Tomb of the Mutilated este un album al trupei Cannibal Corpse lansat în 1992 prin casa de discuri Metal Blade Records.

## Piese
1. "Hammer Smashed Face" – 4:02
2. "I Cum Blood" – 3:41
3. "Addicted to Vaginal Skin" – 3:30
4. "Split Wide Open" – 3:01
5. "Necropedophile" – 4:05
6. "The Cryptic Stench" – 3:56
7. "Entrails Ripped from a Virgin's Cunt" – 4:15
8. "Post Mortal Ejaculation" – 3:36
9. "Beyond the Cemetery" – 4:55
10. "I Cum Blood" (Live)